# Anastasio Parrodi
Anastasio Eugenio Ángel Carlos Roldán Parrodi (La Habana, Cuba; 1805-Ciudad de México; 9 de enero de 1867), más conocido como Anastasio Parrodi, fue un militar mexicano de origen cubano, que participó en las luchas civiles entre republicanos federalistas y centralistas, combatió en la Guerra de Texas, la Guerra Estados Unidos-México, La guerra de Reforma del lado federalista y en un primer momento a la Intervención Francesa y al Segundo Imperio Mexicano con el cual se indultó, residió en la Ciudad de México donde murió.

## Biografía
Anastasio Parrodi nació en 1805 en La Habana, Cuba cuando tanto Cuba como México formaban parte del Imperio Español. Durante la Guerra de Independencia de México su familia se mudó a la ciudad de Veracruz donde debieron hacer amistad con Antonio López de Santa Anna. Luego de obtenida la independencia de la Nueva España, Parrodi está enrolado en las filas del general Santa Anna, a cuya sombra desarrolla su carrera militar, luego de la retirada de las tropas mexicanas por el Tratado de Velasco, aparece con el grado de general como miembro del Ejército del Norte, con el que participa en la toma de San Antonio y las acciones bélicas contra los texanos que situaban su frontera hasta el río Bravo.
Durante este periodo es firmante del “Manifiesto del ejército que ha operado contra los texanos a la nación mexicana” del 16 de octubre de 1836, donde los jefes y oficiales solicitan recursos para la campaña contra los tejanos y poder rescatar a sus compañeros prisioneros de los tejanos, es en este ejército donde desarrolla su carrera militar y política encontrándosele como firmante y secretario de los planes derivados del “Acta celebrada en la ciudad de Santa Anna de Tamaulipas” del 22 de noviembre de 1844 en Santa Anna, Tamaulipas donde como comandante militar de la plaza, reafirman su adhesión al gobierno del general Valentín Canalizo quien había asumido como interino el gobierno ante la salida de Antonio López de Santa Anna y pero luego ante la llegada de los federalistas al poder firma el “Acta de la guarnición de Tampico” del 17 de diciembre de 1844 en el puerto de Tampico, Tamaulipas, donde manifiesta su adhesión al gobierno federalista de José Joaquín de Herrera, quien trata de reorganizar al ejército ante la inminente guerra contra los Estados Unidos quienes habían aceptado como estado federado a la República de Texas, trayendo consigo la reclamación de los Estados Unidos del territorio hasta el río Bravo

### Intervención estadounidense en México
Como integrante del Ejército del Norte se involucra en las batallas contra el ejército de los Estados Unidos entre el Río Nueces y el Río Bravo, llamadas Palo Alto y Resaca de la Palma, aunque no se le menciona en Palo Alto, es solo hasta el 16 de diciembre de 1846 luego de defender el puerto de Tampico que recibe instrucciones del general López de Santa Anna de retirarse del puerto para unirse a los restos del Ejército del Norte en San Luis Potosí, por lo apresurado de su retirada deja muchos municiones de fuego en el puerto, las cuales son luego capturadas por los estadounidenses, participa en la batalla de Buena Vista en febrero de 1847 cerca de Saltillo en Coahuila. Durante el resto de la guerra deja de tener un papel importante aunque participa en las batallas cercanas a la Ciudad de México, en la batalla de Padierna resulta herido.
Tras la Guerra Estados Unidos-México, gana las elecciones para gobernador de la Provincia de San Luis Potosí en noviembre de 1850, puesto al que renuncia. Vuelve a ocupar la gubernatura de San Luis el 18 de enero de 1854. El 13 de agosto de 1855 deja el gobierno de San Luis para enfrentarse contra el ejército novoleonés de Santiago Vidaurri al mando del general José Silvestre Aramberri. Al pronunciarse el entonces gobernador Antonio de Haro y Tamariz, Parrodi rinde las armas ante Aramberri y se adhiere a los sublevados del Plan de Ayutla (Álvarez), de San Luis (De Haro y Tamariz) y de Guanajuato (Doblado, convenidos en Lagos el 16 de septiembre de 1855,
Ya como miembro del gobierno federalista de Ignacio Comonfort es enviado al estado de Jalisco donde se daban movimientos secesionistas, entre el 22 y 26 de julio de 1856 se apodera por la fuerza del estado de Jalisco, por el Convenio de Zapotlanejo el gobernador Ignacio Herrera y Cairo le cede el poder ejecutivo, tomándolo el 30 de julio: ya como gobernador ordena la integración de un Congreso Estatal Constituyente, deja el cargo el 16 de diciembre de 1856 para incorporarse al ejército y combatir a las fuerzas conservadoras en la región.

### Guerra de Reforma y Segunda Intervención Francesa
El 23 de diciembre de 1857 al conocer el autogolpe de estado del presidente Ignacio Comonfort por el Plan de Tacubaya, forma parte de la coalición militar de los gobiernos liberales de Colima, Zacatecas, Aguascalientes, Guanajuato, Querétaro, Guerrero y Veracruz, el gobierno estatal de Jalisco le entrega el mando de la Guardia Civil. El 2 de marzo de 1857 asume de nuevo la gubernatura, en esta posición manda aprehender al coronel José María Blancarte y al general José María Blancarte, quienes se han unido al bando conservador, el 18 de enero de 1858 deja el poder para volver a las armas.
El 8 de marzo de 1858 se enfrenta en Celaya al general conservador Luis Osollo al mando de Félix Zuloaga, en esta batalla de Celaya es derrotado y se retira a Salamanca donde es derrotado de nuevo el siguiente día, por lo que vuelve a Jalisco, pero el 23 de marzo de 1858 vuelve a ser derrotado por el general Miguel Miramón en San Pedro Tlaquepaque.
En el ínterin el 13 de marzo de 1858 la ciudad de Guadalajara se convierte en sede del Poder Ejecutivo, al instalarse ahí el presidente Benito Juárez, es durante esta estancia que el coronel Antonio Landa, intenta apresar al presidente, el día 19 de marzo Juárez nombra a Parrodi Secretario de Guerra y Marina, cargo que no dejará hasta el 3 de abril de 1858, cuando Juárez ha dejado la ciudad y se dirige al puerto de Veracruz vía Panamá.
Después es enviado a Coahuila donde asume por el bando liberal el gobierno del estado y la jefatura militar, aunque la falta de fondos le impidió realizar un gobierno efectivo, es por esto que es relevado del cargo y con un cargamento de armas se dirige al estado de Oaxaca donde queda bajo el mando del general Porfirio Díaz en el Ejército del Sur, es así como participa en todas las batallas llevadas a cabo por Díaz, en la guerra de Reforma. Es entre el término de dicha guerra y el inicio de la Intervención Francesa que es nombrado Gobernador del Distrito Federal del 8 de enero al 23 de abril de 1862 y del 1 al 21 de mayo de 1862, en este último prepara la salida del gobierno federal del Distrito Federal.
Posteriormente se une a la caravanas republicanas, pero termina por regresar a la Ciudad de México donde se amnistía y reconoce al gobierno del Segundo Imperio Mexicano, reside en la Ciudad de México, donde muere el 9 de enero de 1867, un mes antes del final del imperio.